# Efor
 For alternative betydninger, se Efor (flertydig). (Se også artikler, som begynder med Efor)
En efor (klassisk græsk: Ἔφορος, fra epi, "på" eller "over", og horaō, "at se", altså en som ser over eller opsynsmand) var en embedsmand i antikkens Sparta. Der var fem eforer, som blev valgt årligt, der svor at opretholde styret til de to konger mens kongerne svor at opretholde loven.
Herodot hævder, at institutionen blev oprettet af Lykurgos, men den kan være blevet oprettet fra behovet for guvernører mens kongerne ledede hærene i slag. Eforerne blev valgt af folkeforsamlingen, Apella, og alle borgere kunne vælges. De kunne ikke genvælges. De gav balance for de to konger som sjældent samarbejdede med hinanden. Platon kaldte dem tyraner som drev Sparta despotisk, mens kongen ikke var andet end generaler.
Eforerne ledede møderne i Gerousia, det oligarkiske råd af ældre. De havde ansvaret for civile søgsmål, skattelægning, kalenderen, udenrigspolitik og unge mænds militærtræning. Året blev opkaldt efter en af dem på samme måde som eponyme arkoner i Athen. To eforer fulgte hæren i felten, og de kunne arrestere og fængsle konger for dårlig opførsel under krigen. Eforerne blev også regnet for at være personlig i krig med heloterne sådan at de kunne fængsle eller henrette dem for enhver grund når som helst uden at måtte føre dem for domstolen eller bryde religiøse ritualer.
Kleomenes III afskaffede eforerne i 227 f.Kr., men de blev genindsat af den makedonske kong Antigonus III Doson efter slaget ved Sellasien. Stillingen eksisterede til det 2. århundrede, da den antagelig blev afskaffet af den romerske kejser Hadrian.